# Falsomordellistena altestrigata
Falsomordellistena altestrigata es una especie de coleóptero de la familia Mordellidae.

## Distribución geográfica
Habita en Japón  y en la isla de Formosa.